# 艾瑞克·比绍夫
艾瑞克·亚伦·比绍夫（英語：Eric Aaron Bischoff，1955年5月27日—），美国企业家、电视制作人、职业摔角手经纪人、博客主持人、电视名人。最为知名的角色是担任世界冠军摔角联盟执行制作人及后来的高级副总裁，随后担任世界摔角娱乐Raw品牌名义总经理。他还是TNAW联盟旗下节目《Impact Wrestling》的执行制作人。
比绍夫习武术，曾以摔角手身份在擂台上出现过一段时间，夺得一次WCW硬核冠军；在PPV节目《1998狂野之路》的主战赛中，比绍夫和霍克·霍肯组队，对阵達勒斯·沛莒和杰·雷诺。比绍夫引入铁笼密室淘汰赛和轮盘赌赛制的人。
2006年，比绍夫出版自传《争议出金钱》。2021年，比绍夫入选WWE名人堂。